# Colla Bastonera de Gràcia Cop a Cop
La Colla Bastonera de Gràcia Cop a Cop és una colla bastonera nascuda el març del 2007. La primera actuació va ser durant la Festa Major de Gràcia, on havia estat convidada per la comissió de festes. Els membres de la colla van vestits amb pantalons i camisa blancs i faldilla negra. La faixa és de color grana, els camalls negres i les espardenyes duen betes també negres. A la camisa hi ha l'escut de la colla cosit al braç esquerre, i alguns balladors llueixen el mocador blau de la vila de Gràcia.
La colla bastonera ha fet actuacions a poblacions de tots els territoris de parla catalana i també a Galícia i Occitània. És una de les colles que formen Bastoners Solidaris.